# Die Welt steht still
Die Welt steht still ist ein deutscher Fernsehfilm von Dorothee Schön (Drehbuch) und Anno Saul (Regie) mit Natalia Wörner aus dem Jahr 2021, der als Corona-Chronik aus der Sicht einer Intensivmedizinerin beschrieben wird.

## Handlung
Ärztin Carolin Mellau kämpft von Anbeginn der COVID-19-Pandemie in Deutschland gegen die hoch ansteckende Krankheit. Sie wird mit den Schicksalen vieler Patienten konfrontiert und am Ende sogar selbst infiziert.

## Hintergrund
Die COVID-19-Pandemie in Deutschland bildet den Hintergrund des Films.
Die Dreharbeiten fanden im Februar und März 2021 statt. Es wurde in Konstanz sowie in Ravensburg und Umgebung gedreht. 
Der Film spielt im Klinikum Konstanz, jedoch waren Dreharbeiten im Inneren des Krankenhauses aufgrund der Corona-Situation nicht möglich, weshalb man auf das erst kurz zuvor durch eine Insolvenz geschlossene Krankenhaus 14 Nothelfer in Weingarten auswich.

## Auszeichnungen
- Romyverleihung 2022: (Nominierung als „Bester Film TV/Stream“ und Nominierung für Dorothee Schön für „Bestes Drehbuch“)[5]
- Seoul International Drama Awards 2022: Sonderpreis der Jury